# Fondation Thiel
La Fondation Thiel est une fondation privée fondée par le milliardaire Peter Thiel, connu notamment pour avoir co-fondé PayPal, ainsi que pour avoir investi très tôt dans Facebook.

## Théorie de la philanthropie
En novembre 2010, Thiel organisa une conférence nommée Breakthrough Philanthropy en français : « Philanthropie Révolutionnaire », où il mît en avant 8 organisations à but non lucratif, chacune travaillant sur de nouvelles idées disruptives en technologie, et en sociologie.

## Projets
La Fondation Thiel travaille sur trois projets internes majeurs : le Thiel Fellowship (en), Imitatio (en), et Breakout Labs (en)[source insuffisante]
Le prix Thiel Fellowship est décerné à de jeunes scientifiques ou entrepreneurs,.
Imitatio est un projet fondé par la Fondation Thiel visant à comprendre le monde à travers la vision théorique du mimétisme de René Girard[source insuffisante].
Breakout Labs accorde des subventions pour la recherche scientifique opérant dans des secteurs trop risqués pour la spéculation,.

## Autres organisations supportées
La Fondation Thiel supporte d'autres groupes de travail extérieurs, principalement dans les domaines de la liberté, des sciences et de la technologie, et de la paix.
Thiel croit en l'importance d'une singularité technologique. En février 2006, Thiel a donné 100 000 dollars de fonds de contrepartie pour soutenir  le Machine Intelligence Research Institute.
En septembre 2006, Thiel annonce qu'il va verser 3,5 millions de dollars pour encourager la recherche anti-âge par le biais de la fondation Methuselah Foundation (en) et les travaux de la chercheuse anti-âge Cynthia Kenyon.
Le 15 avril 2008, Thiel a promis 500 000 dollars au nouveau Seastading, dirigé par Patri Friedman, dont la mission est « d'établir des communautés océaniques autonomes et permanentes pour permettre l'expérimentation et l'innovation avec divers systèmes sociaux, politiques et juridiques ». Selon le Daily Mail, Thiel a été inspiré par le roman philosophique d'Ayn Rand, La Grève.
La Fondation Thiel soutient également le Comité pour la protection des journalistes, qui promeut le droit des journalistes de rapporter des nouvelles librement, sans craintes ni représailles, ainsi que la Fondation des Droits de l'Homme, qui organise le Forum de la liberté d'Oslo (en).